# ليكسينغتون (كنتاكي)
ليكسينغتون (بالإنجليزية: Lexington)‏ هي مدينة في ولاية كنتاكي في الولايات المتحدة الأمريكية، وهي الثانية حجمًا في ولاية كنتاكي والثالثة والستون على مستوى الولايات المتحدة. تعرف بمدينة الجياد الأصيلة (بالإنجليزية: Thoroughbred City)‏ أو «عاصمة الخيول في العالم» (بالإنجليزية: Horse Capital of the World)‏. بلغ عدد سكانها 295803 نسمة سنة 2010

## المناخ
يظهر الجدول التالي التغييرات المناخية على مدار السنة لليكسينغتون:
| البيانات المناخية لـليكسينغتون      | البيانات المناخية لـليكسينغتون | البيانات المناخية لـليكسينغتون | البيانات المناخية لـليكسينغتون | البيانات المناخية لـليكسينغتون | البيانات المناخية لـليكسينغتون | البيانات المناخية لـليكسينغتون | البيانات المناخية لـليكسينغتون | البيانات المناخية لـليكسينغتون | البيانات المناخية لـليكسينغتون | البيانات المناخية لـليكسينغتون | البيانات المناخية لـليكسينغتون | البيانات المناخية لـليكسينغتون | البيانات المناخية لـليكسينغتون |
| الشهر                               | يناير                          | فبراير                         | مارس                           | أبريل                          | مايو                           | يونيو                          | يوليو                          | أغسطس                          | سبتمبر                         | أكتوبر                         | نوفمبر                         | ديسمبر                         | المعدل السنوي                  |
| ----------------------------------- | ------------------------------ | ------------------------------ | ------------------------------ | ------------------------------ | ------------------------------ | ------------------------------ | ------------------------------ | ------------------------------ | ------------------------------ | ------------------------------ | ------------------------------ | ------------------------------ | ------------------------------ |
| الدرجة القصوى °ف (°م)               | 80 (27)                        | 80 (27)                        | 86 (30)                        | 91 (33)                        | 96 (36)                        | 104 (40)                       | 108 (42)                       | 105 (41)                       | 103 (39)                       | 93 (34)                        | 83 (28)                        | 75 (24)                        | 108 (42)                       |
| الحد الأقصى المتوسط °ف (°م)         | 63.4 (17.4)                    | 67.8 (19.9)                    | 75.8 (24.3)                    | 82.0 (27.8)                    | 86.2 (30.1)                    | 91.5 (33.1)                    | 93.7 (34.3)                    | 94.0 (34.4)                    | 89.8 (32.1)                    | 82.6 (28.1)                    | 74.2 (23.4)                    | 64.4 (18.0)                    | 95.7 (35.4)                    |
| متوسط درجة الحرارة الكبرى °ف (°م)   | 40.9 (4.9)                     | 45.6 (7.6)                     | 55.4 (13.0)                    | 65.8 (18.8)                    | 74.4 (23.6)                    | 82.9 (28.3)                    | 86.1 (30.1)                    | 85.6 (29.8)                    | 78.8 (26.0)                    | 67.5 (19.7)                    | 55.4 (13.0)                    | 43.9 (6.6)                     | 65.3 (18.5)                    |
| متوسط درجة الحرارة الصغرى °ف (°م)   | 24.9 (−3.9)                    | 28.1 (−2.2)                    | 35.7 (2.1)                     | 44.7 (7.1)                     | 53.9 (12.2)                    | 62.5 (16.9)                    | 66.3 (19.1)                    | 65.0 (18.3)                    | 57.5 (14.2)                    | 46.6 (8.1)                     | 37.3 (2.9)                     | 28.0 (−2.2)                    | 46.0 (7.8)                     |
| الحد الأدنى المتوسط °ف (°م)         | 2.2 (−16.6)                    | 7.0 (−13.9)                    | 17.4 (−8.1)                    | 27.2 (−2.7)                    | 38.8 (3.8)                     | 49.1 (9.5)                     | 56.0 (13.3)                    | 54.3 (12.4)                    | 42.2 (5.7)                     | 30.4 (−0.9)                    | 21.2 (−6.0)                    | 7.9 (−13.4)                    | −2.3 (−19.1)                   |
| أدنى درجة حرارة °ف (°م)             | −21 (−29)                      | −20 (−29)                      | −2 (−19)                       | 15 (−9)                        | 26 (−3)                        | 39 (4)                         | 47 (8)                         | 42 (6)                         | 32 (0)                         | 20 (−7)                        | −3 (−19)                       | −19 (−28)                      | −21 (−29)                      |
| الهطول إنش (مم)                     | 3.20 (81)                      | 3.20 (81)                      | 4.07 (103)                     | 3.60 (91)                      | 5.26 (134)                     | 4.44 (113)                     | 4.65 (118)                     | 3.25 (83)                      | 2.91 (74)                      | 3.13 (80)                      | 3.53 (90)                      | 3.93 (100)                     | 45.17 (1٬147)                  |
| متوسط تساقط الثلوج إنش (سم)         | 3.9 (9.9)                      | 4.6 (12)                       | 1.4 (3.6)                      | 0.3 (0.76)                     | 0 (0)                          | 0 (0)                          | 0 (0)                          | 0 (0)                          | 0 (0)                          | 0 (0)                          | 0.3 (0.76)                     | 2.5 (6.4)                      | 13.0 (33)                      |
| متوسط أيام هطول الأمطار (≥ 0.01 in) | 12.1                           | 11.1                           | 12.4                           | 12.1                           | 12.5                           | 10.9                           | 10.4                           | 8.7                            | 7.8                            | 8.7                            | 10.7                           | 12.4                           | 129.8                          |
| متوسط الأيام المثلجة (≥ 0.1 in)     | 4.8                            | 3.7                            | 1.4                            | 0.3                            | 0                              | 0                              | 0                              | 0                              | 0                              | 0                              | 0.5                            | 3.0                            | 13.7                           |
| المصدر: NOAA                        |                                |                                |                                |                                |                                |                                |                                |                                |                                |                                |                                |                                |                                |

## توأمة
لليكسينغتون (كنتاكي) اتفاقيات توأمة مع:
- دوفيل

## أعلام
- ميليسا مكبرايد
- مايكل شانون
- ريتشارد هيل
- جون بريكنريدج
- والاس جونز
- جيه. رايت
- توماس مورغان
- جون بريكنريدج
- واين فراي
- رالف فودي